# Квасовиця
Квасо́виця — село в Україні, у Затурцівській сільській громаді Володимирського району Волинської області. Населення становить 105 осіб.

## Історія
У 1906 році село Торчинської волості Луцького повіту Волинської губернії. Відстань від повітового міста 30 верст, від волості 6. Дворів 16, мешканців 85.
Після ліквідації Локачинського району 19 липня 2020 року село увійшло до Володимир-Волинського району.

## Населення
Згідно з переписом УРСР 1989 року чисельність наявного населення села становила 108 осіб, з яких 46 чоловіків та 62 жінки.
За переписом населення України 2001 року в селі мешкало 105 осіб. 100 % населення вказало своєю рідною мовою українську мову.